# PMT 항공 241편 추락 사고
PMT 항공 241편 추락 사고는 2007년 6월 25일, 시엠레아프 국제공항을 출발하여, 시아누크빌 국제공항로 향하던 중 프놈펜 남쪽 130km 떨어진 산속에 추락하여, 전원사망하였다.

## 사고의 원인
일단 사고의 원인은 현지의 악천후와 An-24기의 기체 결함으로 추측하고 있다. 사고기는 지난 1960년에 개발된 기종으로 노후 기종이며, 사고 여객기 운항사인 캄보디아 민영 항공사 PMT는 2003년 9월 첫 운항 이후부터 안전상 여러 가지 문제점이 지적되어 온 곳으로 이 회사는 지난 2년 동안 적어도 3번의 사고 또는 비행 중 비상사태를 겪었다.
한편 공개된 조종사와 관제탑과의 교신 내용에 따르면 조종사가 관제탑의 지시를 무시한 것으로 드러나, 조종사 과실에 대한 가능성이 높아지고 있다.

## 수색 구조
항공기가 밀림지대에 불시착했을 가능성이 있다고 보고, 그럴 경우 생존자가 있을 것이라는 의견도 제기되고 있었다.
26일~27일 휴대전화 신호를 추적해서 추락 지점을 좁혀가고 있었다.
27일 캄보디아 당국에서 사고 여객기의 잔해를 발견했고, 22명 전원이 사망을 확인했다고 한다. 2007년, 캄보디아 정부는 시신을 조속히 수습해서 프놈펜으로 후송 후 대한민국으로 시신을 운구했다.
그리고 서울에서 영결식을 치렀다. KBS측에서는 휴가를 얻어 그 곳으로 간 조종옥 기자와 가족(부인과 두 아들)의 영결식을 회사장으로 치렀다.
추락 여객기는 캄보디아의 보코산 기슭이고 위치는 프놈펜에서 167km 떨어진 북위 10도 5분 982초, 동경 103도 55분 417초 지점의 경사가 심한 밀림이라고 한다.

## 승객
| 나라         | 승객 | 승무원 | 합계 |
| ------------ | ---- | ------ | ---- |
| 대한민국     | 9    | 0      | 13   |
| 캄보디아     | 13   | 5      | 5    |
| 체코         | 3    | 0      | 3    |
| 우즈베키스탄 | 0    | 1      | 1    |
| 합계         | 16   | 6      | 22   |

## 같이 보기
- 베트남 항공 815편 추락 사고